# Bakalarski ratovi
Bakalarski ratovi (islandski: Þorskastríðin, "ratovi bakalara" ili Landhelgisstríðin, "ratovi za teritorijalne vode") bili su niz sukoba između Ujedinjenog Kraljevstva i Islanda oko prava ribolova u sjevernom Atlantiku. Svaki od sporova završio je islandskom pobjedom. Treći bakalarski rat zaključen je 1976. vrlo povoljnim sporazumom za Island; Ujedinjeno Kraljevstvo je prihvatilo islandski isključivi ribolovni pojas od 200 nautičkih milja, nakon prijetnji da će se Island povući iz NATO-a, čime bi se NATO-u onemogućio pristup većini baza GIUK-a, što je bila kritična točka protupodmorničkog ratišta hladnog rata.
Kao rezultat toga, britanske ribarske zajednice izgubile su pristup bogatim područjima i bile su devastirane, tisuće radnih mjesta bilo je izgubljeno. Od 1982. godine isključivi gospodarski pojas od 200 milja (370 kilometara) standard je Ujedinjenih naroda.
Izraz "bakalarski rat" skovao je britanski novinar početkom rujna 1958. Niti jedan od bakalarskih ratova nije ispunio niti jedan uvjet da bi ga se nazvalo „ratom” već bi se točnije mogli opisati kao militarizirani međudržavni sporovi. Potvrđena je samo jedna smrt tijekom ovih ratova: islandski je inženjer slučajno ubijen u drugom ratu, dok je popravljao štetu na islandskom brodu Ægir nakon sudara s britanskom fregatom Apollo. Ponovo su se sudarili 29. kolovoza 1973.
Izloženo je nekoliko objašnjenja za bakalarske ratove. Nedavne studije usredotočile su se na temeljne gospodarske, pravne i strateške pokretače Islanda i Ujedinjenog Kraljevstva, kao i na domaće i međunarodne čimbenike koji su pridonijeli eskalaciji spora. Lekcije iz bakalarskih ratova primijenjene su u teoriji međunarodnih odnosa.